# سالوادور آگرا
سالوادور آگرا (انگلیسی: Salvador Agra؛ زادهٔ ۱۱ نوامبر ۱۹۹۱) بازیکن فوتبال اهل پرتغال است که برای بوآویشتا در پست یک وینگر بازی می‌کند. 
وی همچنین در تیم‌های ملی فوتبال زیر ۱۹ سال پرتغال، زیر ۲۰ سال پرتغال، زیر ۲۱ سال پرتغال، و زیر ۲۳ سال پرتغال بازی کرده‌است.